# エボロワ
エボロワ（英語: Ebolowa、フランス語: Ebolowa）は、カメルーン共和国南部の南部州にある都市で、同州の州都。2001年の推計人口は79,500人。

## 歴史
エボロワはカメルーンの植民地時代に形成された都市である。

## 経済
農業の中心都市として名高く、ココアが主作物となっている。

## 交通
中央州のムバルマヨや、南部州内のサンメリマ、アンバンに向けて舗装された道路が整備されている。

## 施設
南部州の州都として多くの行政機構も存在している。